# 黄金の夜明け (アルバム)
『黄金の夜明け』（おうごんのよあけ）は、人間椅子の3枚目のアルバム。
1998年に廉価盤で、2016年にはHQCDでそれぞれ再発された。

## 解説
タイトルは、イギリスで実在した秘密結社、黄金の夜明け団から。
7分越えの大曲がアルバム収録曲の約半分占める本作は、以前2作と比べプログレッシブ・ロックの影響が色濃い。注目すべきは本作から「幸福のねじ」のようなスラッシュメタル風のナンバーが現れ出した。　アートワークは漫画家大越孝太郎が担当している。
「平成朝ぼらけ」では歌詞に、著名な短歌が全編にわたって引用されている。
本作をもってドラムスの上館徳芳が脱退した。

## 収録曲
| 全編曲: 人間椅子。 |                      |          |                    |      |
| #                  | タイトル             | 作詞     | 作曲               | 時間 |
| 1.                 | 「黄金の夜明け」     | 和嶋慎治 | 和嶋慎治、鈴木研一 | 7:41 |
| 2.                 | 「独裁者最後の夢」   | 和嶋慎治 | 和嶋慎治、鈴木研一 | 4:06 |
| 3.                 | 「平成朝ぼらけ」     | 鈴木研一 | 鈴木研一           | 5:58 |
| 4.                 | 「わ、ガンでねべが」 | 鈴木研一 | 和嶋慎治、鈴木研一 | 3:37 |
| 5.                 | 「水没都市」         | 和嶋慎治 | 和嶋慎治           | 8:54 |
| 6.                 | 「幸福のねじ」       | 和嶋慎治 | 和嶋慎治           | 5:12 |
| 7.                 | 「マンドラゴラの花」 | 鈴木研一 | 鈴木研一           | 7:31 |
| 8.                 | 「素晴らしき日曜日」 | 鈴木研一 | 鈴木研一           | 2:21 |
| 9.                 | 「審判の日」         | 和嶋慎治 | 和嶋慎治、鈴木研一 | 5:42 |
| 10.                | 「無言電話」         | 和嶋慎治 | 和嶋慎治、鈴木研一 | 7:34 |
| 11.                | 「狂気山脈」         | 和嶋慎治 | 和嶋慎治、鈴木研一 | 8:41 |

## 演奏者
- 和嶋慎治 - ギター、ボーカル
- 鈴木研一 - ベース、ボーカル
- 上館徳芳 - ドラムス